# 弗勒雷莱圣卢
弗勒雷莱圣卢（法語：Fleurey-lès-Saint-Loup，法語發音：[flœʁɛ lɛ sɛ̃ lu]，意为“圣卢附近的弗勒雷”）是法国上索恩省的一个市镇，属于吕尔区。

## 地理
弗勒雷莱圣卢（47°55'4"N, 6°17'35"E）面积3.54 平方千米，位于法国勃艮第-弗朗什-孔泰大區上索恩省，该省份为法国东部内陆省份，北起顺时针与孚日省、贝尔福地区省、杜省、汝拉省、科多尔省和上马恩省接壤。
与弗勒雷莱圣卢接壤的市镇（或旧市镇、城区）包括：阿耶维莱尔-利约蒙、马尼翁库尔。

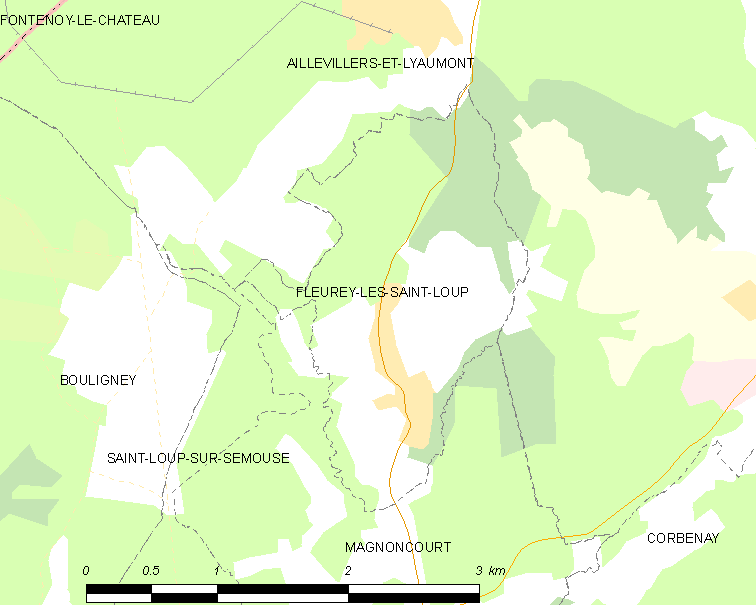
弗勒雷莱圣卢的OSM定位图

弗勒雷莱圣卢的时区为UTC+01:00、UTC+02:00（夏令时）。

## 行政
弗勒雷莱圣卢的邮政编码为70800，INSEE市镇编码为70238。

## 政治
弗勒雷莱圣卢所属的省级选区为瑟穆斯河畔圣卢县。

## 人口

1962-2008年间弗勒雷莱圣卢人口变化图示

弗勒雷莱圣卢于2022年1月1日时的人口数量为128人。